# 大静脈
大静脈（だいじょうみゃく、英語: vena cava、略: VC）は、体中から集まる静脈血を、心臓の右心房へと送る静脈。
心臓より上にある上大静脈（superior vena cava, SVC）と、それより下にある下大静脈（inferior vena cava, IVC）の2つがある。